# 麗莎·穆爾科斯基
麗莎·安·穆爾科斯基（英語：Lisa Ann Murkowski，又譯，1957年5月22日—）是美國政治人物。她2002年起是阿拉斯加州资深美國參議院議員。她是第一位在阿拉斯加州出生和第一位女性的阿拉斯加州參議員。 她是参议院第二资深的共和党女性，仅次于苏珊·柯林斯。和缅因州柯林斯一样，穆尔科斯基经常被描述为参议院中最温和的共和党人之一，也是关键的摇摆票。唐·揚去世后穆尔科斯基成为阿拉斯加国会代表团的团长。 
穆尔科斯基是前美國參議員兼阿拉斯加州州長弗兰克·穆尔科斯基的女兒。她的父親於2002年12月辭去參議員職務，轉任阿拉斯加州州長，她則被父親任命為參議員。穆尔科斯基成為第一位在阿拉斯加出生的國會議員，並完成其父親原在2005年1月結束的未屆參議員任期。在被任命為參議員之前，她自1999年起一直是阿拉斯加州眾議員。穆尔科斯基於2004年競選並獲得48%的選票，贏得完整任期。在2010年共和黨初選中敗給茶黨侯選人喬·米勒後，她以海選候選人身份參選，並在大選中同時擊敗米勒和民主黨人斯科特·麦克亚当斯（Scott McAdams）。穆尔科斯基於2016 年再度當選，並於2022年再度當選。她在2009年至2010年間擔任參議院共和黨會議副主席，並在2015年至2021年間擔任參議院能源與天然資源委員會主席。自2021年起，她擔任參議院印第安人事務委員會副主席，并於2025年起擔任主席。 
穆尔科斯基常被描述為參議院最溫和的共和黨人之一，也是一張游移不定的選票。根據CQ Roll Call 的資料，她在2013年有72.3%的時間投票支持總統奧巴馬的立場；她是僅有的兩位投票支持奧巴馬超過70%的共和黨人之一。她在2018年反對布雷特·卡瓦诺的最高法院提名，並在2022年支持凯坦吉·布朗·杰克逊的最高法院提名。2021年，她是投票支持川普在第二次彈劾審判中被判煽動叛亂罪名成立的七位共和黨參議員之一；阿拉斯加共和黨為此對她進行了譴責。

## 早年生涯
穆爾科斯基生於阿拉斯加領地的克奇坎（Ketchikan）的一個波蘭裔家庭，母親南西、父親是前任阿拉斯加州州長法蘭克·穆考斯基。由於父親工作的關係，童年時她和全家在阿拉斯加州四處不斷遷徙。麗莎在1980年從乔治城大学取得了經濟學的學士學位，並且在1985年從威廉米特大學的法學院取得了法學博士學位。
她在1987年成為了阿拉斯加律師協會（Alaska Bar Association）的會員。她在1985年至1998年間擔任安克拉治市的聯邦檢察官。1990年至1991年間她也參與了市長組成的特別小組，處理市內的遊民問題。
在1988年麗莎被選為阿拉斯加州眾議院的議員，並且在2003-2004年的會期裡被選為多數派領導人。穆爾科斯基是州眾議院裡的高等教育委員會的成員，並且擔任了勞工和貿易委員會及退伍軍人事務委員會的主席。在1999年她推動立法創立了一個新的軍事委員會。在2002年12月，原先擔任參議員的父親法蘭克·穆爾科斯基當選阿拉斯加州州長，並將空出的參議員職位交由麗莎接任，麗莎也因此辭去州眾議員的職位。

## 阿拉斯加州衆議員生涯
1998年，穆爾科斯基當選阿拉斯加眾議員。她所在的第18選區包括安克雷奇東北、理查森堡和埃尔曼多夫空军基地（現為埃爾門多夫-理查森聯合基地 (Joint Base Elmendorf-Richardson) 或 JBER），以及Eagle River-Chugiak的郊區部分。1999年，她提出了成立聯合軍事委員會的立法。她於2000年再度當選，在她的選區分界改變後，於2002年再度當選。那一年，她的保守派初選對手南希·达尔斯特罗姆因穆爾科斯基支持墮胎權和拒絕保守派經濟學而向她挑戰。穆爾科斯基最終以56票差距勝出。 她被任命為2003-04立法年度眾議院多數黨領袖。她在上任前辭去眾議院議席，原因是她的父親在當選並就任阿拉斯加州州長一職後，任命她接替父親在美國參議院騰出的議席。 穆爾科斯基是阿拉斯加州專上教育委員會 (Alaska Commission on Post Secondary Education) 的成員，並擔任勞工及商業委員會 (Labor and Commerce Committee) 和軍事及退伍軍人事務委員會 (Military and Veterans Affairs Committee) 的主席。在她辭職加入美國參議院後，她的父親任命區共和黨委員會推選的達爾斯特羅姆接替她的職位。

## 參議員生涯
在2004年的連任選舉中，儘管在共和黨初選時曾被質疑為家族政治，麗莎仍成功獲得提名，並且擊敗了角逐參議員的前任民主黨州長Tony Knowles。當時與麗莎爭奪共和黨提名的是曾經擔任阿拉斯加州州參議員的Mike Miller，他被視為是更為保守的候選人，但籌備的競選經費的遠遠不及麗莎，並在競爭激烈的初選中被擊敗。父親指派女兒接任的爭議可能的確減少了麗莎的支持度，但卻不足以抵銷共和黨在阿拉斯加州的多數優勢。在選戰的最後時刻，同州的資深參議員泰德·史蒂芬也開始替麗莎站台造勢，並且還提出警告若是民主黨擊敗了她，日後阿拉斯加州將會很難取得聯邦政府的預算。
穆爾科斯基屬於共和黨的溫和派，她也支持幹細胞的研究，並且支持墮胎。穆爾科斯基是參議院裡水力和電力小組委員會（Subcommittee on Water and Power）以及遠東和太平洋事務小組委員會（Subcommittee on East Asian and Pacific Affairs）的主席，她也是參議院能源及自然資源委員會（Energy and Natural Resources Committee）、環境及公共工程委員會（Committee on Environment and Public Works）、印地安原住民事務委員會（Committee on Indian Affairs）、和外交委員會的成員。

## 政策和立場
穆爾科斯基一般被認為是屬於溫和派的共和黨人，也是那些不願意配合使用所謂的「核子手段」（Nuclear option）技巧來終結民主黨的議事阻撓的十名共和黨參議員之一。雖然穆爾科斯基在墮胎的表決紀錄上立場不一，但她個人是參議院共和黨團裡最支持墮胎的人之一。她支持開放在阿拉斯加州的北極圈野生動物保護區進行石油探測，儘管遭遇一些溫和派的共和黨人反對。她主張近年來的科技發展已經減少了石油探測對於環境造成的風險。
她支持醫療健保制度的改革，這主要是因為阿拉斯加州每年在健保制度上的支出平均高出了其他美國州70%。她也支持幹細胞研究擴展法案（H.R. 810），這個法案將會允許聯邦政府的健康與人類服務部補貼人體幹細胞的研究。不過她也支持2006年的胎兒繁殖禁令法案，禁止以還在成長的胎兒作為幹細胞實驗對象。

## 個人生活
穆爾科斯基已與凡尔纳·马泰尔（Verne Martell）結婚。他們有兩個兒子，分別爲Nicolas和Matthew。穆爾科斯基是羅馬天主教徒.  根據 OpenSecrets.org的資料，截至 2018年，穆爾科斯基的淨值超過140萬美元。

### 地產出售爭議
2007年7月，穆爾科斯基表示她將賣回從安克雷奇商人Bob Penney手中買下的土地，一天之後，華盛頓的一個監察組織對她提出參議院道德控訴，指控Penney以遠低於市價的價格出售該地產。 《安克雷奇日報》寫道，「根據國家法律和政策中心的控訴，這筆交易等同於非法贈送，價值在 7 萬到 17 萬美元之間，這取決於財產的估價方式」。 據美聯社報導，穆爾科斯基從兩名與特德·史蒂文斯調查有關的開發商手中買下這塊土地。
2008年，穆爾科斯基修改了她在參議院2004年到2006年的財務披露，增加了2003年出售一處物業所得的每年6萬美元收入，以及2005年出售她的「阿拉斯加義大利麵公司」所得的每年4萬多美元收入。

## 荣誉

### 外国勋章奖章
- 白隼骑士十字勋章（英语：Order of the Falcon）（冰岛，2021年5月20日[8]）
- 旭日重光章（日本，2023年11月3日公布[9]）

## 延伸閱讀
- Background and collected news at The Washington Post
- 美國國會國家人物傳記大辭典中的傳記
- 由華盛頓郵報維護的投票記錄
- 智慧投票计划中的傳記、投票紀錄及利益集團評級
- Congressional profile at GovTrack
- Congressional profile at OpenCongress
- Issue positions and quotes at On the Issues
- Financial information at OpenSecrets.org
- Staff salaries, trips and personal finance at LegiStorm.com
- 聯邦選舉委員會中的競選財務報告和數據
- Appearances on C-SPAN programs
- 網路電影資料庫上的亮相頁面
- Collected news and commentary at The New York Times
- Profile at Ballotpedia

## 外部連結
- 麗莎·穆爾科斯基參議院網站（页面存档备份，存于）
- 麗莎·穆爾科斯基參議員競選網站（页面存档备份，存于）
- 中的“麗莎·穆爾科斯基”
- C-SPAN內的頁面（英文）
- 麗莎·穆爾科斯基的參議院投票紀錄（页面存档备份，存于）
- 華盛頓郵報記載的投票紀錄

| 阿拉斯加州眾議院         | 阿拉斯加州眾議院                                                              | 阿拉斯加州眾議院         |
| ------------------------ | ----------------------------------------------------------------------------- | ------------------------ |
| 前任者： 特里·馬丁       | 阿拉斯加州第十四眾議院選區 眾議院議員 1999年－2002年                          | 繼任者： 維克·科林       |
| 政党职务                 |                                                                               |                          |
| 前任者： 法蘭克·穆考斯基 | 美國參議員阿拉斯加州共和黨被提名人 （第3類） 2004年                           | 繼任者： 乔·米勒         |
| 前任者： 乔·米勒         | 美國參議員阿拉斯加州共和黨被提名人 （第3類） 2016年                           | 最新的                   |
| 前任者： 約翰·圖恩       | 參議院共和黨會議副主席 2009年－2010年                                         | 繼任者： 約翰·巴拉索     |
| 美国参议院               |                                                                               |                          |
| 前任者： 法蘭克·穆考斯基 | 阿拉斯加州第3類參議員 2002年－ 與泰德·史蒂芬、馬克·貝吉奇、 丹·沙利文同時在任 | 現任                     |
| 前任者： 克雷格·L·托馬斯 | 參議院印地安事務委員會副主席 2007年–2009年                                    | 繼任者： 約翰·巴拉索     |
| 前任者： 皮特·多梅尼西   | 參議院能源委員會副主席 2009年–2015年                                          | 繼任者： 瑪麗亞·坎特威爾 |
| 前任者： 玛丽·兰德里     | 參議院能源委員會主席 2015年-2021年                                            | 繼任者： 乔·曼钦         |
| 前任者： 湯姆·尤德爾     | 參議院印地安事務委員會副主席 2021—至今                                        | 現任                     |
| 優先順序                 |                                                                               |                          |
| 前任者： 約翰·康寧       | 美國參議員資歷 第14位                                                         | 繼任者： 林賽·格雷厄姆   |

1. ↑  Donald Craig Mitchell. . Huffington Post. May 25, 2011  [February 9, 2023].
2. 1 2  . Alaska Journal of Commerce. January 12, 2003  [October 6, 2018]. （原始内容存档于December 23, 2019）.
3. ↑  Mike Chambers. . PeninsulaClarion.com. Associated Press. December 20, 2002  [December 28, 2014]. （原始内容存档于December 28, 2014）.
4. ↑  . Anchorage Daily News. August 14, 1987  [November 1, 2010].
5. 1 2  Bolstad, Erika; Mauer, Richard. . Anchorage Daily News. July 26, 2007  [July 27, 2007]. （原始内容存档于August 29, 2007）.
6. ↑  . Baltimore Sun. August 1, 2007  [August 21, 2007]. （原始内容存档于July 24, 2008）.
7. ↑  Kate Klonick. . Talking Points Memo. June 17, 2008. （原始内容存档于June 26, 2008）.
. Alaska Report. July 20, 2007. （原始内容存档于October 11, 2011）.
8. ↑  （冰岛语）. Forseti Íslands.   [2021-10-16]. （原始内容存档于2020-01-03）.
9. ↑  （日語） (PDF). 内阁府. 2023-11-03  [2023-11-06]. （原始内容存档 (PDF)于2023-11-03）.